# Hans von Weech
Friedrich Georg Hans von Weech (* 7. November 1890 in Klosterlausnitz; † 11. Juli 1957 in Berlin) war ein deutscher Offizier. Er war Generalmajor der Wehrmacht und Chefinspekteur der Deutschen Volkspolizei in der Sowjetischen Besatzungszone (SBZ) und in der Deutschen Demokratischen Republik (DDR).

## Leben
Hans war der Sohn des Fabrikdirektors Paul von Weech (* 1858) und dessen Ehefrau Therese Magda, geborene Schumacher. Mit dem Eintritt als Fahnenjunker in das Schützen-(Füsilier-)Regiment „Prinz Georg“ Nr. 108 der Sächsischen Armee im April 1904 begann er seine Offizierslaufbahn. Er wurde Berufsoffizier und nahm als Zug- und Kompanieführer sowie Nachrichtenoffizier am Ersten Weltkrieg teil. 
Er wurde 1919 als Hauptmann aus dem Militärdienst entlassen und arbeitete als kaufmännischer Angestellter. Im Februar 1934 wurde er Offizier der Reichswehr, trat im Oktober 1935 zur Luftwaffe über und wirkte bis 1939 aktiv am Aufbau der deutschen Luftnachrichtentruppe mit. Während des Zweiten Weltkriegs war er 1940 bis 1945 Nachrichtenführer in verschiedenen Luftgaukommandos, zuletzt ab 16. Januar 1945 beim Luftgaukommando VIII. Am 1. August 1943 wurde er zum Generalmajor befördert. Bei Kriegsende am 8. Mai 1945 geriet er in sowjetische Kriegsgefangenschaft. 
Weech gehörte zu den fünf Generalen der ehemaligen Wehrmacht, die im September 1948 mit der „Aktion 5 + 100“, von den Sowjets in die SBZ entlassen wurden und die in der Deutschen Verwaltung des Innern (DVDI) und in der Hauptabteilung Grenzpolizei/Bereitschaften (HA GP/B) zum Einsatz kamen. Er wurde am 18. September 1948 mit dem Polizeigeneralsrang Chefinspekteur versehen und als Leiter des Intendanturdienstes der HA GP/B der DVdI eingesetzt. Vom 15. September bis 15. Oktober 1949 war er Stellvertreter des Leiters der Verwaltung für Schulung (VfS) und Leiter der Hauptabteilung Intendantur. Nach der Gründung der DDR wurde das Ministerium des Innern gebildet, die VfS am 15. Oktober 1949 in Hauptverwaltung Ausbildung (HVA) umbenannt und Weech Stellvertreter des Leiters der HVA und Leiter der Hauptabteilung Intendantur/Versorgung. Diese Funktion hatte er bis zum 30. September 1951 inne. Weech wurde aus dem Polizeidienst entlassen und nicht in die Kasernierte Volkspolizei (KVP) bzw. Nationale Volksarmee (NVA) übernommen. 
Hans von Weech war verheiratet und Vater von zwei Töchtern. Er starb im Alter von 66 Jahren.